# Universiade d'hiver de 2023
Navigation
Édition précédente Édition suivante
L'Universiade d'hiver 2023 est la 31e édition des Universiades d'hiver. Elle se déroule à Lake Placid dans l'État de New York, aux États-Unis, du 12 au 22 janvier 2023. C'est la deuxième fois que la ville accueille l'universiade d'hiver après l'édition de 1972.
La dernière édition hivernale avait eu lieu 4 ans auparavant lors des Universiades 2019 à Krasnoïarsk, puisque la 30e édition à Lucerne avait été annulée à cause de la Pandémie de Covid-19.

## Organisation
La FISU a attribué en aout 2018 l'organisation des jeux à Lake Placid.
La mascotte officielle des Jeux est un orignal nommé Adirondack Mac; dévoilée le 14 novembre 2021, elle a été conçue par Kristina Ingerowski, étudiante au Fashion Institute of Technology, et sélectionnée à la suite d'un vote public. Son nom vient des montagnes Adirondacks.
La Russie et la Biélorussie sont exclus de jeux en raison du boycott des principales organisations internationales sportives à la suite de l'Invasion de l'Ukraine par la Russie de 2022.

### Sites
Plusieurs équipements sont des sites des Jeux olympiques d'hiver de 1932 et des Jeux olympiques d'hiver de 1980
- Herb Brooks Arena à Lake Placid : Patinage artistique, Hockey-sur-glace, cérémonie
- Cheel Arena, université Clarkson à Potsdam : Hockey-sur-glace
- Maxcy Hall, université d'État de New York à Potsdam : Hockey-sur-glace
- Roos House, université d'État de New York à Canton : Hockey-sur-glace
- Saranac Lake Civic Center, Saranac Lake : Curling
- Olympic Skating Rink : Patinage de vitesse, Short-track
- Whiteface Mountain : Ski alpin
- Complexe du mont Van Hoevenberg : Biathlon, ski de fond
- Centre de saut à ski MacKenzie Intervale : Saut à ski, combiné nordique, ski acrobatique
- Gore Mountain à North Creek : Snowboard, ski acrobatique

## Nations participantes
C'est la première participation d'Haïti aux Universiades d'hiver.
| Amérique | Asie | Europe |
| --- | --- | --- |
| - Chine (24) - Corée du Sud (85) - Hong Kong (3) - Japon (138) - Kazakhstan (81) - Mongolie (9) - Ouzbékistan (13) - Philippines (4) - Taipei (6) - Thaïlande (7) | - Argentine (3) - Brésil (7) - Canada (121) - États-Unis (148) - Haïti (1) - Mexique (1)                                                                      | \| - Allemagne (37) - Arménie (6) - Autriche (22) - Belgique (4) - Bulgarie (5) - Croatie (1) - Danemark (2) - Espagne (18) - Estonie (5) - Finlande (23) \| - France (44) - Grande-Bretagne (63) - Hongrie (34) - Islande (3) - Irlande (5) - Italie (32) - Lettonie (25) - Lituanie (4) - Luxembourg (1) - Pays-Bas (10) \| - Norvège (37) - Pologne (54) - Slovaquie (68) - Slovénie (2) - Suède (40) - Suisse (55) - République tchèque (92) - Turquie (3) - Ukraine (58) \| |
| - Chine (24) - Corée du Sud (85) - Hong Kong (3) - Japon (138) - Kazakhstan (81) - Mongolie (9) - Ouzbékistan (13) - Philippines (4) - Taipei (6) - Thaïlande (7) | Océanie | \| - Allemagne (37) - Arménie (6) - Autriche (22) - Belgique (4) - Bulgarie (5) - Croatie (1) - Danemark (2) - Espagne (18) - Estonie (5) - Finlande (23) \| - France (44) - Grande-Bretagne (63) - Hongrie (34) - Islande (3) - Irlande (5) - Italie (32) - Lettonie (25) - Lituanie (4) - Luxembourg (1) - Pays-Bas (10) \| - Norvège (37) - Pologne (54) - Slovaquie (68) - Slovénie (2) - Suède (40) - Suisse (55) - République tchèque (92) - Turquie (3) - Ukraine (58) \| |
| - Chine (24) - Corée du Sud (85) - Hong Kong (3) - Japon (138) - Kazakhstan (81) - Mongolie (9) - Ouzbékistan (13) - Philippines (4) - Taipei (6) - Thaïlande (7) | - Australie (25) | \| - Allemagne (37) - Arménie (6) - Autriche (22) - Belgique (4) - Bulgarie (5) - Croatie (1) - Danemark (2) - Espagne (18) - Estonie (5) - Finlande (23) \| - France (44) - Grande-Bretagne (63) - Hongrie (34) - Islande (3) - Irlande (5) - Italie (32) - Lettonie (25) - Lituanie (4) - Luxembourg (1) - Pays-Bas (10) \| - Norvège (37) - Pologne (54) - Slovaquie (68) - Slovénie (2) - Suède (40) - Suisse (55) - République tchèque (92) - Turquie (3) - Ukraine (58) \| |
| - Allemagne (37) - Arménie (6) - Autriche (22) - Belgique (4) - Bulgarie (5) - Croatie (1) - Danemark (2) - Espagne (18) - Estonie (5) - Finlande (23)            | - France (44) - Grande-Bretagne (63) - Hongrie (34) - Islande (3) - Irlande (5) - Italie (32) - Lettonie (25) - Lituanie (4) - Luxembourg (1) - Pays-Bas (10) | - Norvège (37) - Pologne (54) - Slovaquie (68) - Slovénie (2) - Suède (40) - Suisse (55) - République tchèque (92) - Turquie (3) - Ukraine (58) |

## Disciplines
- Biathlon (9)
- Combiné nordique (6)
- Saut à ski (5)
- Ski de fond (11)
- Ski alpin (9)
- Ski acrobatique (6)
- Snowboard (8)
- Curling (2)
- Hockey sur glace (2)
- Patinage artistique (3)
- Patinage de vitesse sur piste courte (9)
- Patinage de vitesse (13)

## Tableau des médailles
- Pays organisateur ( États-Unis)

| Rang  | Nation             | Or | Argent | Bronze | Total |
| ----- | ------------------ | -- | ------ | ------ | ----- |
| 1     | Japon              | 21 | 17     | 10     | 48    |
| 2     | Corée du Sud       | 12 | 8      | 9      | 29    |
| 3     | Canada             | 6  | 1      | 6      | 13    |
| 4     | France             | 5  | 6      | 7      | 18    |
| 5     | Pologne            | 5  | 6      | 6      | 17    |
| 6     | République tchèque | 5  | 1      | 6      | 12    |
| 7     | Finlande           | 4  | 1      | 2      | 7     |
| 8     | États-Unis         | 3  | 8      | 6      | 17    |
| 9     | Suisse             | 3  | 6      | 2      | 11    |
| 10    | Allemagne          | 3  | 4      | 6      | 13    |
| 11    | Kazakhstan         | 3  | 4      | 4      | 11    |
| 12    | Autriche           | 3  | 4      | 1      | 8     |
| 13    | Italie             | 3  | 3      | 4      | 10    |
| 14    | Estonie            | 2  | 2      | 0      | 4     |
| 15    | Espagne            | 2  | 1      | 2      | 5     |
| 16    | Grande-Bretagne    | 2  | 0      | 1      | 3     |
| 17    | Chine              | 1  | 2      | 1      | 4     |
| 18    | Ukraine            | 1  | 1      | 4      | 6     |
| 19    | Suède              | 1  | 0      | 2      | 3     |
| 20    | Norvège            | 0  | 7      | 3      | 10    |
| 21    | Thaïlande          | 0  | 1      | 1      | 2     |
| 22    | Lituanie           | 0  | 1      | 0      | 1     |
| 22    | Slovaquie          | 0  | 1      | 0      | 1     |
| 24    | Pays-Bas           | 0  | 0      | 1      | 1     |
| 24    | Slovénie           | 0  | 0      | 1      | 1     |
| Total | Total              | 85 | 85     | 85     | 255   |

### Sportifs les plus médaillés
| Rang | Athlète              | Université                                                | Sport                         | Médaille d'or, Universiade | Médaille d'argent, Universiade | Médaille de bronze, Universiade | Total |
| ---- | -------------------- | --------------------------------------------------------- | ----------------------------- | -------------------------- | ------------------------------ | ------------------------------- | ----- |
| 1    | Choi Min-jeong       | Université Yonsei, Corée du Sud                           | Short-track                   | 4                          | 0                              | 0                               | 4     |
| 2    | Sakutarō Kobayashi   | Nihon University, Japon                                   | Combiné nordique              | 3                          | 1                              | 0                               | 4     |
| 2    | Nicole Konderla      | Académie d'éducation physique de Katowice, Pologne        | Combiné nordique / Saut à ski | 3                          | 1                              | 0                               | 4     |
| 4    | Ryo Hirose           | Université Waseda, Japon                                  | Ski de fond                   | 3                          | 0                              | 1                               | 4     |
| 4    | Jan Zabystřan        | faculté des sciences naturelles de Prague, Tchéquie       | Ski alpin                     | 3                          | 0                              | 1                               | 4     |
| 6    | Kazuya Yamada        | Université de la santé et du bien-être de Takasaki, Japon | Patinage de vitesse           | 2                          | 2                              | 0                               | 4     |
| 6    | Mariel Merlii Pulles | Université de l'Alaska à Fairbanks, États-Unis            | Ski de fond                   | 2                          | 2                              | 0                               | 4     |
| 7    | Kim Taesung          | Université Dankook, Corée du Sud                          | Short-track                   | 2                          | 1                              | 1                               | 4     |
| 8    | Niklas Malacinski    | Colorado Mountain College, États-Unis                     | Combiné nordique              | 1                          | 2                              | 1                               | 4     |
| 8    | Machiko Kubota       | Université Waseda, Japon                                  | Combiné nordique / Saut à ski | 1                          | 2                              | 1                               | 4     |
| 9    | Andreas Kirkeng      | Denver, États-Unis                                        | Ski de fond                   | 0                          | 2                              | 2                               | 4     |